# Progression arithmétique généralisée
En mathématiques, une  progression arithmétique généralisée ou ensemble linéaire est un ensemble d'entiers ou de n-uplets d'entiers construit comme une suite arithmétique, avec des raisons variables appartenant à un sous ensemble fini de ℕ.
{\displaystyle a+mb+nc+\ldots }
{\displaystyle a,b,c,\ldots \in \mathbb {N} }
{\displaystyle m,n,\ldots \in [0,M]\subset \mathbb {N} }.
Le nombre des raisons possibles est appelé la dimension de la progression arithmétique généralisée.
Plus généralement,
{\displaystyle L(C;P)}
est l'ensemble de tous les éléments {\displaystyle x} de {\displaystyle \mathbb {N} ^{n}} de la forme :
{\displaystyle x=c_{0}+\sum _{i=1}^{m}k_{i}x_{i}},
avec 
{\displaystyle c_{0}\in C},
{\displaystyle x_{1},\ldots ,x_{m}\in P},
{\displaystyle k_{1},\ldots ,k_{m}\in \mathbb {N} }.
{\displaystyle L} est une progression arithmétique généralisée si {\displaystyle C} contient un et un seul élément, et {\displaystyle P} est fini.
Un sous-ensemble de {\displaystyle \mathbb {N} ^{n}} est dit semi-linéaire si c'est l'union finie de suites arithmétiques généralisées.